# Hans Snoek

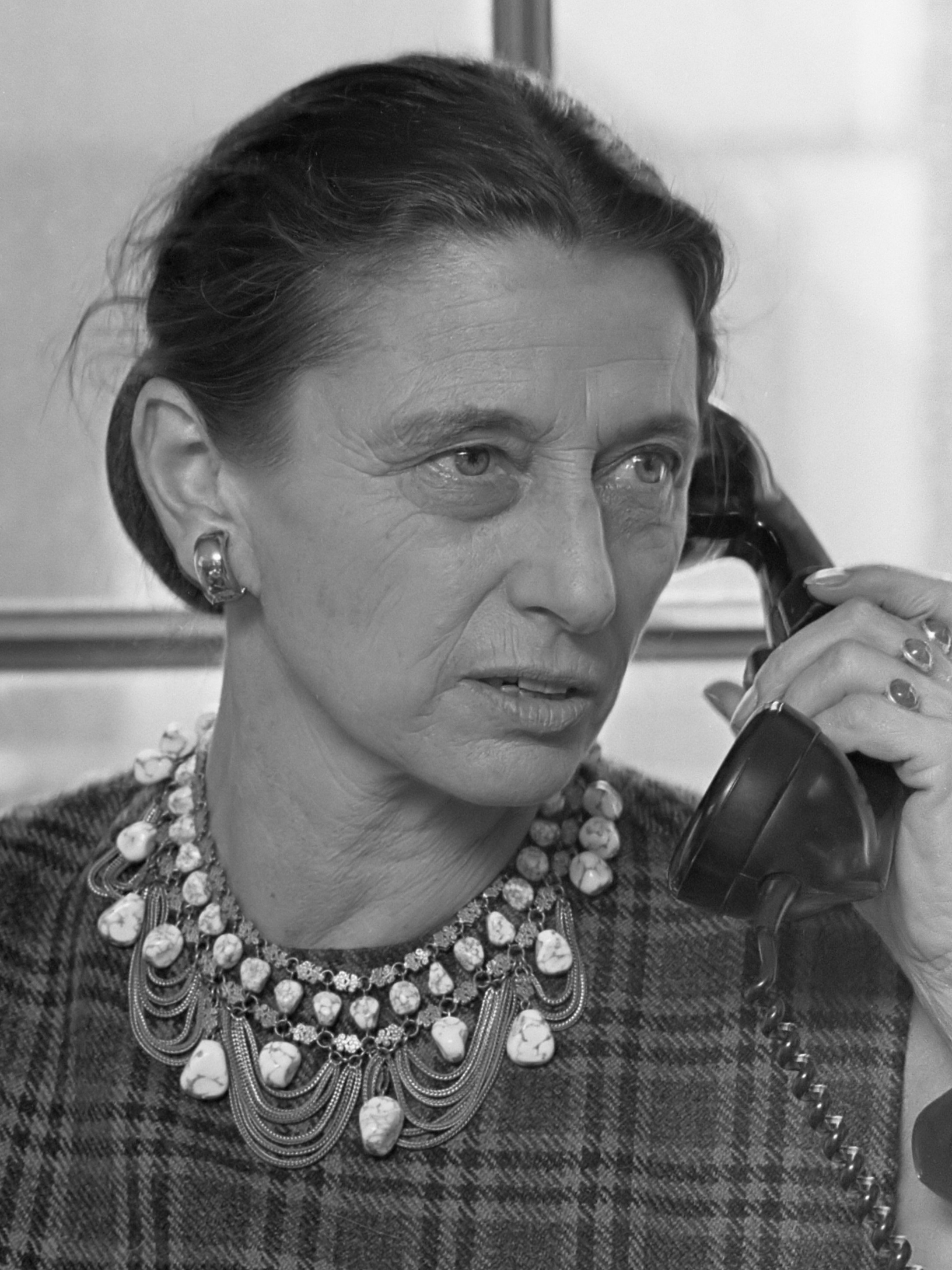
Hans Pike (1968)

Johanna Rosina (Hans) Snoek ( Geertruidenberg, 29 de diciembre de 1910 - Ámsterdam, 27 de septiembre de 2001) fue una bailarina, educadora de danza y fundadora de la compañía de danza Scapino Ballet de Róterdam.

## Vida y trabajo
A la edad de dieciocho años, Snoek se trasladó a Essen para tomar lecciones de baile con el coreógrafo y maestro de ballet Kurt Jooss. Cuando regresó a los Países Bajos, fundó una escuela de danza en Amersfoort. En 1939 se instaló en Ámsterdam; allí militó en la resistencia de artistas 'Kunstenaarsverzet'.
En 1945 fundó el 'Scapino Ballet' con Nicolaas Wijnberg y Hans van Norden, más tarde también la Academia de Danza Scapino, inicialmente una compañía dirigida únicamente para niñas y niños. Dejó la empresa en 1970. En 1962 fundó la escuela IVKO (Educación Artística Secundaria Individual) en Ámsterdam, para niños intensamente involucrados en una educación musical o de ballet desde una temprana edad.
En Scapino, Snoek trabajó junto a Abraham van der Vies, Jan Huckriede, Lin Jaldati, Max Croiset, Annie MG Schmidt, Albert Mol, A. Viruly.

### Selección de creaciones y danzas realizadas
- El traje nuevo del emperador (1947)
- El ballet del ladrón (1947)
- El grillo y la hormiga (1948)
- Jan Klaassen en un viaje (1948)
- El pachá y el oso (1949)
- El cisne dorado (1949)
- El armario de los antiguos chinos (1949)
- El granjero sabio (1949)
- Abacadabra (1950)
- Las aventuras de Liesje y Abdul (1951)
- Harelquinada (1951)
- El muñeco de nieve (1952)
- La princesa tigre (1952)

### Tributo
Snoek recibió la medalla Yad Vashem, la Medalla de Plata de la ciudad de Ámsterdam y el Clavel de Plata. El premio Hans Snoek a la mejor representación teatral juvenil también lleva su nombre. Se le otorgó una oficialidad en la Orden de Orange-Nassau.
La fuente de la plaza 'Leidseplein' en Ámsterdam, fue renovada con un legado de Snoek; a partir de entonces, la fuente recibió su nombre (Hans Snoekfontein).

### Vida privada
Hans Snoek estuvo casada con el director de televisión Erik de Vries. El murió en 2004 en Ámsterdam y fue enterrado junto a ella en el cementerio de Zorgvlied.

## Literatura
- Jelle Dekker, Hans Snoek. El baile o el niño. Retrato documental, NOS, 1994.
- Agnes Grond, 'Bailarín Hans Snoek. 'El mundo necesita arte' ', en: De bazuin 84 (2001) 14 (13 de julio), p. 6-9.

- Datos: Q5045522
- Multimedia: Hans Snoek / Q5045522